# Elektronikus adat végleges hozzáférhetetlenné tétele
Az elektronikus adat végleges hozzáférhetetlenné tétele egy intézkedés a magyar büntetőjogban.

## Törvényi tényállás
A 2012. évi C. törvény  77. § (1) bek. szerint

„ Véglegesen hozzáférhetetlenné kell tenni azt az elektronikus hírközlő hálózaton közzétett adatot,
a) amelynek hozzáférhetővé tétele vagy közzététele bűncselekményt valósít meg,
b) amelyet a bűncselekmény elkövetéséhez eszközül használtak, vagy
c) amely bűncselekmény elkövetése útján jött létre.”

Az elektronikus adat végleges hozzáférhetetlenné tételét akkor is el kell rendelni, ha az elkövető gyermekkor, kóros elmeállapot, vagy törvényben meghatározott büntethetőséget megszüntető ok miatt nem büntethető, illetve ha az elkövetőt megrovásban részesítették.